# شهرستان واباش (ایلینوی)
شهرستان واباش (به انگلیسی: Wabash County) شهرستانی در ایالت ایلینوی ایالات متحده امریکا و بر طبق سرشماری ۲۰۱۰ این شهرستان ۱۱۹۴۷ نفر جمعیت داشته‌است. رشد جمعیت این شهرستان از ۲۰۰۰ تا ۲۰۱۰، حدود ۷٫۷ درصد رشد منفی بوده است. طبق سرشماری ۲۰۱۰، مساحت این شهرستان ۵۸۹٫۲ کیلومتر مربع وسعت داشته که از این مقدار ۱٫۸۷ درصد آب و ۹۸٫۱۳ درصد خشکی می‌باشد.
این شهرستان در ۱۸۲۴ از شهرستان ادواردز جدا شده‌است. این شهرستان نام خود را از رودخانه وبش که مرز غربی و جنوبی آن را تشکیل می‌دهد، گرفته‌است. در ۱۸ آوریل ۲۰۰۸ در ساعت ۴٫۳۷ دقیقه وقت محلی یکی از شدیدترین زمین لرزه در تاریخ ایالت ایلینوی در این شهرستان رخ داد.

## همسایگان و راه‌ها
همسایگان این شهرستان عبارتند از:
- شمال: شهرستان لارنس
- شمال‌شرق:
- شرق: شهرستان نوکس، ایندیانا
- جنوب‌شرق:
- جنوب: شهرستان گیبسون، ایندیانا
- جنوب‌غرب:
- غرب: شهرستان ادواردز
- شمال‌غرب: شهرستان ریچ‌لند

راه‌های اصلی این شهرستان:
1. جاده ۱ ایلی‌نوی
2. جاده ۱۵ ایلی‌نوی

## شهرها
- مونت کارمل، ایلی‌نوی، مرکز شهرستان

## نگارخانه

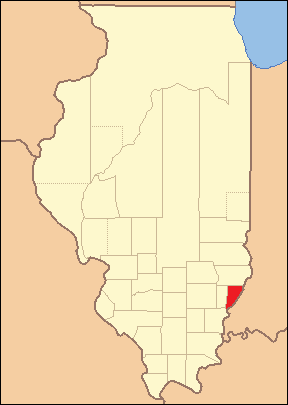